# Lauritzenia canariensis
Lauritzenia canariensis är en kvalsterart som beskrevs av Pérez-Íñigo och Peña 1997. Lauritzenia canariensis ingår i släktet Lauritzenia och familjen Haplozetidae. Inga underarter finns listade i Catalogue of Life.